# Nadine Leopold
Nadine Leopold (n. 7 de enero de 1994) es una modelo austriaca. Conocida por su participación en el reality show de la cadena E!, Model Squad y por haber desfilado dos veces seguidas en el Victoria's Secret Fashion Show en 2017 y 2018.

## Carrera
En 2014, fue portada de Glamour (Francia) y Grey, posando también para Cosmopolitan.
En 2015, apareció en la portada de Glamour (Alemania) y Fashion Week Daily y figuró en editoriales de Vogue, A y Marie Claire (Reino Unido). Figuró en la campaña de otoño de Botkier como también posó para Victoria's Secret
En 2017, debutó en el  Victoria's Secret Fashion Show y desfiló también al año siguiente.

## Vida personal
Desde finales de 2018, mantiene una relación con el empresario norteamericano, Andrew Barclay, el cual el 7 de noviembre de 2021 en la cuenta de Instagram de la modelo, anunciaron su compromiso matrimonial, previsto para mitad de 2022.